# 朝阳堂

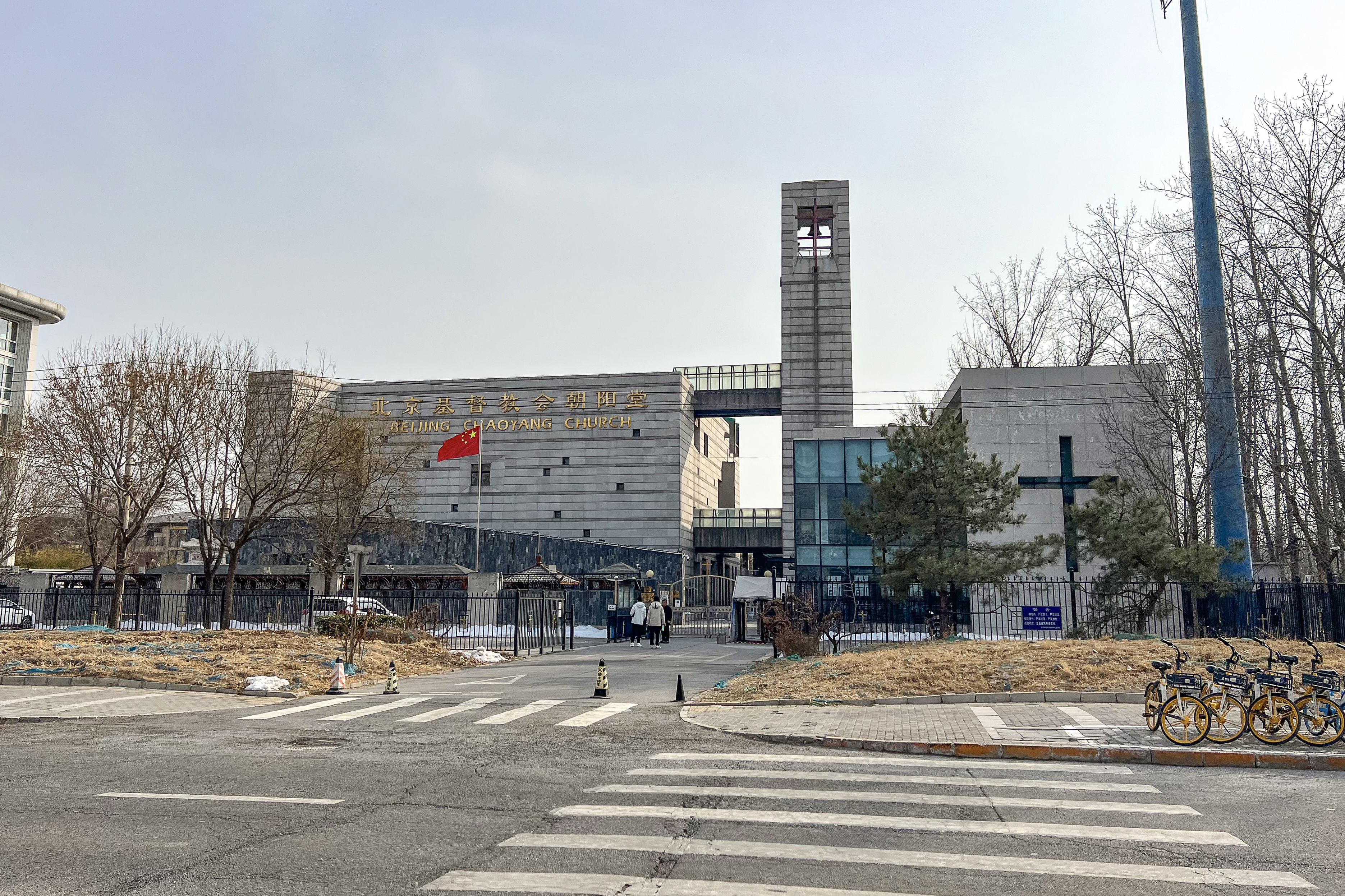
朝阳堂（2024年2月）

北京基督教会朝阳堂是中国基督教新教三自爱国教会北京基督教会在1949年以后新建的第一座教堂，位于朝阳区东四环东风南路60号。2003年12月18日举行奠基仪式，2005年12月16日献堂。目前朝阳堂聚会人数有3000多人，主任牧师于新粒是中国基督教三自爱国运动委员会副主席、燕京神学院院长。并设有青年团契，主日学，诗班，同声传译组，义工组等。